# Phyllidiella backeljaui
Phyllidiella backeljaui is een slakkensoort uit de familie van de Phyllidiidae. De wetenschappelijke naam van de soort is voor het eerst geldig gepubliceerd in 2007 door Marta Domínguez, Patricia Quintas en Jesús Troncoso. De soort komt voor in Papoea-Nieuw-Guinea.